# Chajim Ramon
Chajim Ramon (hebrejsky: חיים רמון, narozen 10. dubna 1950) je izraelský politik a poslanec Knesetu za stranu Kadima. Během své více než třicetileté politické kariéry zastával různé funkce v izraelské vládě, včetně ministra vnitra, zdravotnictví, spravedlnosti či ministra při úřadu premiéra. Od července 2007 do března 2009 byl izraelským vicepremiérem.

## Biografie
Narodil se v Jaffě a po nástupu na povinnou vojenskou službu v Izraelských obranných silách sloužil u Izraelského vojenského letectva, kde dosáhl hodnosti kapitána. Poté vystudoval právo na Telavivské univerzitě a získal titul bakalář. Po odchodu z armády vstoupil do strany Ma'arach (předchůdkyně dnešní Strany práce) a v letech 1978 až 1989 byl tajemníkem její mládežnické části. Poslancem Knesetu se stal v květnu 1983, kdy nahradil Daniela Rosolia, a členem izraelského parlamentu zůstal až do současnosti. Výjimku tvořilo krátké období mezi lednem 2006 a březnovými volbami téhož roku (tehdy rezignoval a odešel ze Strany práce do nově vzniklé strany Kadima). Za dobu svého působení v Knesetu byl členem jeho četných výborů a v letech 1988 až 1992 předsedal jeho finančnímu výboru.

### Ministr zdravotnictví a rezignace
Po volbách v roce 1992 byl Ramon jmenován ministrem zdravotnictví ve vládě Jicchaka Rabina. V únoru 1994 však na svou funkci rezignoval, neboť se Straně práce nepodařilo získat podporu pro navrhovaný zákon o národním zdravotním pojištění a narušit spojení mezi národní odborovou federací Histadrut a zdravotní pojišťovnou Klalit. Ve svém dramatickém projevu na zasedání strany přirovnal její členy k velrybám uvíznutým na pláži (anglicky: beached whales) a rezignoval.

### Předseda Histadrutu
V roce 1994 Ramon odštěpil od Strany práce a společně s Amirem Perecem vytvořil kandidátku „Nový život pro Histadrut.“ V následných volbách do vedení Histadrutu porazil Stranu práce, která tuto odborovou organizaci (prostřednictvím svých předchůdkyň jako byly strany Mapaj a Ma'arach) kontrolovala od jejího vzniku. Za jeho vedení bylo pokračováno v privatizaci většiny společností, jež Histadrut vlastnil. V důsledku toho byl ke konci jeho funkčního období nakonec schválen zákon o národním zdravotním pojištění. Na základě doporučení komise Šošany Netanjahuové z roku 1990 vstoupil zákon v platnost k 1. lednu 1995.
Před schválením zákona bylo zdravotní pojištění nepovinné. I tak však bylo 96 % populace pojištěno.

### Návrat do vlády
Po zavraždění premiéra Jicchaka Rabina v listopadu 1995 se Ramon vrátil zpět do vlády a ve vládě Šimona Perese zastával funkci ministra vnitra, a to až do roku 1996, kdy Strana práce prohrála volby.

### Neúspěšná kandidatura do vedení strany
Když se Strana práce po volbách v roce 1999 vrátila pod vedením Ehuda Baraka k moci, byl Ramon jmenován ministrem při úřadu premiéra. Mezi jeho agendu patřil dohled na vládní reformu a vztahy mezi vládou a Knesetem. V roce 2000 se podruhé stal ministrem vnitra a tuto funkci zastával až do pádu Barakovy vlády v roce 2001. Ramon se po volbách postavil proti Barakovu návrhu na vstup do koaliční vlády pod vedením Ariela Šarona a odmítl být součástí koaliční vlády vytvořené v březnu 2002 Šaronem a Barakovým nástupcem v čele Strany práce Benjaminem Ben Eliezerem. Namísto toho v listopadu 2002 kandidoval na post předsedy strany. Ve vnitrostranických volbách však neuspěl a novým předsedou strany se stal Amram Micna. V lednu 2005 Strana práce vstoupila do vládní koalice Ariela Šarona a Ramon byl jmenován ministrem bez portfeje. Z vlády odešel v listopadu 2005 společně s ostatními ministry za Stranu práce.

### Vstup do Kadimy
V listopadu 2005 Ariel Šaron opustil Likud a společně s dalšími poslanci za tuto stranu založil centristickou stranu Kadima. Po odchodu Strany práce Ramon opustil svou mateřskou stranu a stal se prvním poslancem za Stranu práce, který se připojil k Šaronově nové straně. O několik dní jej následovali nynější izraelský prezident Šimon Peres a Dalia Icik. Nová strana poprvé kandidovala ve volbách v roce 2006, ze kterých vzešla vítězně. Po sestavení nové vlády pod vedením Ehuda Olmerta byl Ramon jmenován ministrem spravedlnosti. Během druhé libanonské války v roce 2006 Ramon vystupoval jako jeden z nejvíce jestřábích ministrů kabinetu.

### Neslušné chování a rezignace
V červenci 2006 byl Ramon sedm hodin vyslýchán při vyšetřování sexuálního obtěžování (měl políbit zaměstnankyni státní správy proti její vůli). Dne 27. července 2006 mu generální prokurátor Menachem Mazuz nařídil, aby se zdržel provádění výkonných rozhodnutí týkajících se prosazování práva, včetně jmenování soudců a udílení amnestií. Ve stejný den prohlásil: „Každý v jižním Libanonu je terorista a napojený na Hizballáh.“ Dne 17. srpna se nejvyšší státní zástupce Menachem Mazuz rozhodl Ramona obžalovat z nemravného jednání. Na to Ramon reagoval slovy: „Jsem si jistý svou nevinou. Soud to prokáže.“ Jak již v minulosti slíbil, 18. srpna oznámil svou rezignaci. Dne 31. ledna 2007 byl Ramon odsouzen k trestu obecně prospěšných prací, které si odsloužil v terapeutickém jezdeckém centru Tel Mond. Soud však v jeho činech neshledal žádnou morální hanebnost (moral turpitude).
Do Olmertovy vlády se vrátil v červenci 2007 jako vicepremiér a ministr při úřadu premiéra se zodpovědností za státní politiku a zvláštní mise jménem premiéra Olmerta. Svou rezignaci na post poslance Knesetu oznámil 30. července 2009. Oznámil svůj záměr vstupu do soukromé sféry podnikání, zároveň však zůstal předsedou rady strany Kadima, což je nejdůležitější orgán strany.

### Osobní informace
Jeho manželkou je Veder Ramonová-Rivlinová, šéfeditorka dámského měsíčníku Lady Globes. Společně mají dvě děti z bývalého manželství.